# Gammelsäll
Gammelsäll är en by i Hedesunda socken, Gävle kommun. Byn är känd i skriftliga källor sedan år 1605 då den kallades Gamble selia, senare Gammelsälle. Namnet kan komma från fornnordiskans sel = fäbodställe eller selj = lugnvatten och syftar i så fall på Gammelsällssjön.